# Coprococcus comes
Coprococcus comes è una specie di batterio appartenente alla famiglia delle Lachnospiraceae.